# Estación de Chatham (Ontario)
Chatham es una estación de tren en Chatham-Kent, Ontario, Canadá, atendida por trenes Via Rail que circulan entre Toronto y Windsor. La estación es accesible para sillas de ruedas.
La estación de la Canadian National Railways/VIA en Chatham es una estación de ferrocarril de ladrillo de un piso y medio, construida en 1879. Está ubicada en una zona comercial mixta, al sur del centro de la ciudad de Chatham-Kent. El reconocimiento formal se limita al propio edificio de la estación de tren.